# Tasarki
Tasarki – zbiornik wodny położony w Mstowie, w dolinie Warty. Jest to niewielki, sztuczny zbiornik zasilany wodą ze źródeł. Otoczony jest piaszczystą plażą. Nad zbiornikiem znajduje się drewniane molo, w pobliżu położone są kamienne altanki.
Zbiornik jest częścią terenów rekreacyjnych położonych wzdłuż Warty, obejmujących między innymi Skałę Miłości. Powierzchnia całego terenu wynosi około 5 ha, został on oddany do użytku w 2011 roku.